# Georg Joel
Pour les articles homonymes, voir Joël.
Georg Karl Joel (né le 8 août 1898 à Wilhelmshaven et mort le 10 octobre 1981 à Rastede) est un homme politique allemand (NSDAP, plus tard DRP). De 1932 à 1933, il est président du parlement oldenbourgeois (de) et à l'époque du national-socialisme, il est ministre-président du land, et de 1936 à 1945, il est également membre du Reichstag. Après la Seconde Guerre mondiale, il entre au Landtag de Basse-Saxe.

## Biographie
Joel est né le fils d'un serrurier. Après avoir étudie à l'Oberrealschule de Wilhelmshaven, il travaille pour les chemins de fer grand-ducaux d'Oldenbourg de novembre 1914 à avril 1917. Du 1er mai 1917 à décembre 1918, il participe en tant que sous-officier à la Première Guerre mondiale, où il est déployé sur le front occidental dans le 62e régiment d'artillerie de campagne. Après la guerre, il est fonctionnaire des chemins de fer dans les échelons moyens et supérieurs de la fonction publique, secrétaire principal de la Reichsbahn et enfin (1933) inspecteur de la Reichsbahn.
Joel est membre de diverses associations völkisch (par exemple à partir de 1920 dans le Deutschvölkischer Schutz- und Trutzbund). En 1922, il rejoint le NSDAP. Le 6 avril 1925, il fonda avec d'autres le groupe local NSDAP à Oldenbourg. Après l'interdiction du NSDAP ou son abolition, il est rejoint de nouveau le 12 août 1925 dans le NSDAP (numéro de membre 15.490), pour lequel il travaille comme attaché de presse à Oldenbourg. Joel reçoit l'insigne d'or du parti du NSDAP.
Joel est membre du conseil municipal de la ville d'Oldenbourg de novembre 1930 à mars 1933 et est élu au parlement oldenbourgeois (de) en 1931, dont il est membre jusqu'en 1933. Du 16 juin 1932 au 6 mai 1933, il est président du Landtag. C'est à cette époque qu'a lieu ce qu'on a appelé l'affaire Kwami, dans laquelle Joel est intervenu contre un sermon prévu par le pasteur Robert Kwami dans l'église Saint-Lambert. De mars au 5 mai 1933, il fut brièvement commissaire d'État pour un usage spécial à Oldenbourg. Après la nomination de Carl Röver au poste de gouverneur du Reich, Joel est ministre-président de l'État libre d'Oldenbourg du 6 mai 1933 à avril 1945. Parallèlement, il prend la direction des ministères des affaires étrangères, des affaires intérieures, du commerce et des transports. Il est également devenu membre du conseil culturel de l'Institut allemand des affaires culturelles étrangères.
Entre août 1932 et 1945, il est député Gauleiter du Gau Weser-Ems. Il est également membre du Reichstag de 1936 à 1945. De 1937 au 30 janvier 1939 et de novembre 1943 à 1945, il dirige le bureau du personnel du Gau Weser-Ems de l'administration du district NSDAP. À partir de 1. De septembre 1939 à novembre 1942, Joel est conseiller de la défense du Reich dans le Gau Weser-Ems et, à partir du 22 septembre 1939, comme chef de commandement du NSDAP membre du comité de défense de la  région militaire XI.
Dans la SA, il est (le 9 novembre 1937) chef de brigade et chef honoraire des SA par exemple du groupe SA Mer du Nord, chef de district honoraire de l'association régionale pour la Commission des sépultures de guerre.
En 1937, Joel agi comme commissaire de transition pour la fusion des villes de Wilhelmshaven et Rüstringen.
De 1940 à la fin de la guerre, il vit avec sa famille dans ce qui est aujourd'hui la Karl-Jaspers-Haus.
À partir de 5 décembre 1944, Joel est réactivé pour le service militaire dans la 22e compagnie de remplacement et d'entraînement de l'artillerie d'infanterie. Il reçoit la Croix du mérite de guerre Ire et IIe vlasse sans épées et insigne de guerre anti-aérienne 1er niveau.
Début mai 1945, Joel appartient brièvement au gouvernement de Dönitz avant d'être arrêté le 27 du mois et interné dans les camps d'Esterwegen et de Rotenburg. Le 5 juillet 1946, il est libéré de son internement pour des raisons de santé. Dans le processus de dénazification en 1950, il est classé dans le groupe III et le 16 juin 1949, le tribunal de jugement de Bielefeld le condamne à deux ans de prison, en tenant compte de la période d'internement.
Le 19 avril 1950, Joel est admis comme agent commercial à Oldenburg. En 1955, il rejoint le Parti impérial allemand (DRP). Au cours de la troisième législature, il est membre du Landtag de Basse-Saxe pour le DRP du 6 mai 1955 au 5 mai 1959 (de 1955 à 1957 dans la faction DRP, de 1957 à 1959 dans la faction FDP-GB/BHE). Au Landtag, il est membre de la sous-commission du droit de la fonction publique du 4 décembre 1957 au 5 mai 1959. Il est également le porte-parole du DRP au Landtag de mai 1955 à octobre 1957 et de juin 1958 au 5 mai 1959.
En 1956, Joel devient conseiller municipal et échevin de la ville d'Oldenbourg.
De 1957 à 1959, ainsi qu'en 1963/64, il est membre du comité exécutif du DRP. En 1961, il est vice-président de l'association régionale DRP de Basse-Saxe. Après la fondation du NPD en 1964, il est membre du comité exécutif de son parti et rédacteur en chef de l'hebdomadaire Deutsche Nachrichten. En 1967, il est actionnaire de Deutsche Nachrichten GmbH. En 1979/80, il se distingue en combattant l'installation d'une plaque commémorative dans l'ancien camp de concentration d'Esterwegen.
Jusqu'à la fin, Joel est l'un des fonctionnaires du parti têtus et obstinés et nie le caractère criminel du régime national-socialiste.